# Campodorus arctor
Campodorus arctor là một loài tò vò trong họ Ichneumonidae.